# Kazuo (Vorname)
Kazuo ist ein männlicher Vorname japanischer Herkunft. ENAMDICT kennt über hundert mögliche Schreibweisen.
Mit den Kanji 和男 oder 和夫 bedeutet er „Frieden“ (japanisch 和) und „Mann“ (男 oder 夫). Eine weibliche Form zu Kazuo ist Kazuko.

## Verbreitung
Der Name wird in Österreich, in Kanada und in den USA nur äußerst selten vergeben. In der Schweiz tragen 7 Personen diesen Namen (Stand 2022).

## Namensträger
Bekannte Namensträger sind:
- 和男
  - Kazuo Chiba (1940–2015), japanischer Aikidō-Lehrer
  - Kazuo Fujikawa (* 1942), japanischer theoretischer Physiker
  - Sakamaki Kazuo (1918–1999), japanischer Marineleutnant
- 和夫
  - Kazuo Fukumoto (1894–1983), japanischer kommunistischer Theoretiker
  - Kazuo Fukushima (1930–2023), japanischer Komponist
  - Kazuo Inamori (1932–2022), japanischer Unternehmer
  - Kazuo Katase (1947–2024), japanischer Künstler
  - Kazuo Okamatsu (1931–2012), japanischer Schriftsteller und Philologe
  - Kazuo Shii (* 1954), japanischer Politiker

Träger des Namens Kazuo in anderen Schreibweisen und Bedeutungen sind:
- 一夫
  - Kazuo Hirai (* 1960), japanischer Manager
  - Kazuo Koike (1936–2019), japanischer Comic- und Drehbuchautor
- 一男
  - Kazuo Nakanishi (1922–2003), Yakuza und Anführer von Yamaguchi-gumi
  - Shinohara Kazuo (1925–2006), japanischer Architekt der Spätmoderne
  - Kazuo Soda (* 1930), japanischer Friedensaktivist
- 一雄
  - Kazuo Ishiguro (* 1954), britischer Schriftsteller japanischer Herkunft
  - Ōno Kazuo (1906–2010), japanischer Tänzer und Mitbegründer des Ausdruckstanzes Butoh
  - Kazuo Shiraga (1924–2008), japanischer Moderner Künstler
  - Taoka Kazuo (1913–1981), Yakuza und Anführer von Yamaguchi-gumi
  - Kazuo Umezu (1936–2024), japanischer Manga-Zeichner
- 加寿夫
  - Kazuo Ozaki (* 1960), ehemaliger japanischer Fußballspieler
- 和郎
  - Hirotsu Kazuo (1891–1968), japanischer Schriftsteller
  - Kazuo Inoue (* 1981), japanischer Straßenradrennfahrer
- 和雄
  - Kazuo Kashio (1929–2018). Gründer des japanischen Unternehmens Casio
  - Kazuo Kuroki (1930–2006), japanischer Regisseur und Drehbuchautor
  - Kazuo Murakami (1936–2021), japanischer Genetiker
- 和生
  - Kazuo Okada (* 1942), japanischer Unternehmer
- かずお
  - Kazuo Umezu (1936–2024), japanischer Manga-Zeichner